# Conculus
Conculus es un género de arañas araneomorfas de la familia Anapidae. Se encuentra en el Este de Asia y Nueva Guinea.

## Especies
Según The World Spider Catalog 12.0:
- Conculus grossus (Forster, 1959)
- Conculus lyugadinus Komatsu, 1940
- Conculus simboggulensis Paik, 1971